# Жорека
Жоржи Гомиш ди Лима (порт. Jorge Gomes de Lima; 7 января 1904, Лиссабон — 5 декабря 1949, Сан-Паулу), более известный под именем Жорека (порт. Joreca) — португальский футбольный тренер, судья и журналист. Первый и единственный до 2025 года европейский тренер, руководивший сборной Бразилии.

## Карьера
Жорека родился в Лиссабоне, но в подростковом возрасте уехал в Бразилию. Там он стал работать журналистом, репортёром и радиоведущим. В начале 1940-х годах он окончил Школу физической культуры штата Сан-Паулу (порт.-браз. Escola de Educação Física do Estado de São Paulo). Одновременно с этим он работал футбольным судьёй. В частности одна из встреч, где работал Жорека, стала дебютной для Леонидаса.
В 1943 году Жорека в качестве главного тренера возглавил клуб «Сан-Паулу». Он создал команду, названную «Компрессорный Каток» (порт.-браз. Rolo Compressor). Жорека тренировал клуб пять лет, выиграв три чемпионата штата Сан-Паулу и Кубок города Сан-Паулу. В розыгрыше последней победы, титула 1946 года, клуб не проиграл ни одной встречи, что до сих пор является клубным рекордом. «Сан-Паулу» под его руководством провёл в общей сложности 166 матчей, выиграв 109 раз, 31 встречу сведя вничью и 26 раз проиграв.
В 1944 году Жорека вместе с Флавио Костой на два матча возглавил сборную Бразилии. 14 мая Бразилия с ними во главе обыграла Уругвай со счётом 6:1, а 18 мая, с тем же соперником, одержала победу со счётом 4:0. С 1948 по 1949 год Жорека тренировал «Коринтианс», который под его руководством провёл 52 матча, выиграв 28 игр, 10 сведя вничью и 14 раз проиграв. Одним из его достижений на посту «Тимао» стало резкое повышение уровня игры Балтазара: тренер настаивал на тренировках игры головой для форварда, чем впоследствии он стал знаменит. 5 декабря, спустя два месяца после ухода из «Коринтианса», Жорека умер от острой сердечной недостаточности.
Помимо футбольной деятельности, Жорека провёл два профессиональных боя на боксёрском ринге, в которых были одержаны две победы.

## Достижения
- Чемпион штата Сан-Паулу: 1943, 1945, 1946
- Обладатель Кубка города Сан-Паулу: 1944